# Madagaszkári repülőkutya
A madagaszkári repülőkutya (Pteropus rufus) az emlősök (Mammalia) osztályának a denevérek (Chiroptera) rendjéhez, ezen belül a nagydenevérek (Megachiroptera) alrendjéhez és a repülőkutyafélék (Pteropodidae) családjához tartozó faj.

## Előfordulása
Madagaszkár szubtrópusi és trópusi erdeiben honos. Az élőhelyének elvesztése fenyegeti. Az IUCN vörös listáján a sebezhető kategóriában szerepel.

## Megjelenése
Alkarhossza 100–125 cm. Testhossza 23.5–27 cm. Testtömege 500–750 g.

## Életmódja
Tápláléka gyümölcsök, virágok, fügék és levelek.